# Pastís basc
El pastís basc és un pastís de la cuina basca fet d'una massa densa feta amb mantega, farina, ametlla polvoritzada i sucre; i farcit de fruita o de crema amb ametlla polvoritzada (a França, sobretot si la massa base que utilitzen és una pasta brisa ja comprada, i que per tant no la conté) o amb ratlladures de pell de cítrics (al sud). De vegades té una forma tallada i enganxada al mig del pastís, amb la mateixa pasta, que pot ser simplement un cercle però que sol ser una creu basca.
Es pot situar el seu origen al segle xviii, a la localitat de Kanbo, a Lapurdi, però en aquella època encara no existia la versió amb crema, que no va aparèixer fins al segle xix. Com el tortell català, es tracta d'un pastís tradicionalment "de diumenge" que es feia els festius als caserius bascos.
Al País Basc sud el més habitual és el de crema, i l'alternativa és la fruita (albercoc fresc o sec, pruna, móra, cirera, etc.) mentre que a la nord típicament és la melmelada de cireres, i pot haver-hi o no també cireres senceres a l'interior. La crema pot estar aromatitzada amb vainilla, però al sud no és obligatòria i pot ser que a més contingui canyella.